# Roger-François Picquefeu
Roger-François Picquefeu, né le 1er avril 1864 dans le 10e arrondissement de Paris et mort le 21 mars 1956 à Neuilly-sur-Seine à 91 ans, est un artiste-peintre français, actif à la fin du XIXe siècle et dans la première moitié du XIXe siècle.
Il expose au salon des Indépendants à partir de 1892, au salon de la Société nationale des beaux-arts à partir de 1893, au Salon de Dijon en 1900, au Salon d'Hiver de 1937 à 1950 (et peut-être au-delà).
Il exposa également à la galerie Georges Petit en 1900, 1915 et 1922.

## Œuvres
- Vieux bûcheron vosgien, huile sur toile, 1897 (musée municipal de La Roche-sur-Yon [2]) ; un dessin préparatoire (crayon noir sur papier beige) est conservé au musée du Louvre, Département des arts graphiques [3],[4] ;
- Les vieux : hospice de Remiremont (musée Charles de Bruyères à Remiremont) ;
- Un intérieur (musée Charles de Bruyères à Remiremont) ;
- Les pommes de terre, œuvre présentée au Salon de 1899 [5].